# Міський тунель (Лодзь)
Міський тунель у Лодзі — залізничний тунель довжиною 7,5 км, що будується, який має пролягати 17 метрів під центром Лодзі, який має з'єднати станцію Лодзь-Фабрична зі станціями Лодзь-Каліска та Лодзь-Жабенець. Також в тунелі передбачені додаткові зупинки з платформами. Від станції Лодзь-Фабрична планується побудувати один тунель, який розгалужуватиметься на два тунелі, що ведуть до Лодзь Каліска та Лодзь Жабенець. Будівництво велося відкритими котлованами та бурінням з ТБМ щитами.
Одна з них спочатку була запланована для високошвидкісної залізниці «Y», нині залізничної лінії № 85, і дозволить їй проходити через залізничну станцію Лодзь-Фабрична, а інша буде продовженням лінії № 17 від Лодзь-Фабричної, яка перетинатиметься з лінією № 15 на північ від станції Лодзь-Каліска. Відстань між станціями становить приблизно 2,7 км по прямій.
Інвестиція вартістю 1,59 млрд злотих розпочалася наприкінці 2017 року з підписанням контракту на виконання проєктної документації та будівельних робіт, а розпочати будівельні роботи було заплановано на червень 2019 року, а їх завершення заплановане на 2022 рік. Остаточно будівельні роботи розпочалися в серпні 2019 року. Термін виконання робіт продовжено до 31 грудня 2024 року. Було оголошено, що будівництво буде значно дорожчим, але краще злагодженим.

## Тунель

Оригінальна схема тунелю (синього кольору), без запланованої станції Лодзь Козіни

Цей тунель обслуговуватиме як поїзди Лодзинської агломераційної залізниці, так і інші регіональні та надрегіональні перевізники. На діючій нині ділянці тунелю знаходиться лише залізнична станція Лодзь-Фабрична, а після введення в експлуатацію ділянки, що зараз будується, там також будуть побудовані такі зупинки:
- Лодзь-Середмістя — зупинка на перехресті вулиці Зелена з проспектом Костюшко. Заплановано три підземні рівні, з'єднані між собою ескалаторами, стаціонарними сходами та ліфтами. На рівні -3 дві однореброві платформи довжиною 155 м. Решта рівнів будуть використовуватися для комунікації. Крім того, в одному з них працюватимуть сервісні та комерційні точки.
- Лодзь-Полісся — зупинка, розташована в районі вулиць Садова/Древновська/Карського. Заплановані три підземні рівні з'єднані між собою ескалаторами, стаціонарними сходами та ліфтами.
- Лодзь-Козіни[10][11][12][13] — зупинка, розташована на стартовій камері на межі житлових масивів Жубардж і Козіни, в районі вулиці Древновська та проспекту Текстильників. Зупинка складатиметься з трьох рівнів, два з них (-2 і -3) будуть містити дві однобортові платформи довжиною 155 м кожна.

## Високошвидкісний залізничний тунель
До 2027 року планується побудувати другий тунель, який обслуговуватиме рух по залізничній лінії № 85 Варшава — Познань, яка є продовженням колишнього варіанту швидкісної залізничної лінії «Y». Роботи на цьому тунелі у 2023 році були найпередовішою інвестицією, здійсненою в рамках проєкту «Центральний комунікаційний порт». У 2023 році укладено контракт на будівництво пускової та приймальної камер для тунелю великої протяжності.

## Хронологія
- 2002 — Інститут розвитку та просування залізниці представив концепцію «Метро Лодзь»[17].
- 26 вересня 2009 р. — підписання угоди між містом Лодзь, PKP, EC1 Лодзь — Місто культури та місцевим урядом Лодзинського воєводства щодо фінансування та реалізації техніко-економічного обґрунтування для міжміського тунелю[18].
- 23 грудня 2009 року — оголошення тендеру на розробку техніко-економічного обґрунтування тунелю[18].
- 11 березня 2010 року — підписання контракту з компанією Sener на виконання техніко-економічного обґрунтування тунелю[19][20].
- 12 листопада 2014 р. — уряд затвердив Територіальний договір для Лодзького воєводства, який має діяти у 2014—2023 роках. Основні проєкти включають: об'їзна Велюня та Белхатува та залізничний тунель біля Лодзі[21].
- 20 серпня 2015 року Маршалківське управління Лодзького воєводства оголосило поточний графік реалізації інвестицій. Він передбачає оголошення тендерної процедури на проєктування та реалізацію тунелю до середини 2016 року, початок будівельних робіт у кінці 2018 року та завершення будівництва звичайного залізничного тунелю у 2023 році[22].
- 28 листопада 2016 року компанія PKP PLK оголосила тендер за формулою «проєктування та будівництво» на будівництво міжміського тунелю в рамках проєкту POIiŚ 5.1-15 «Розблокування залізничного вузла Лодзь (TEN-T), етап II, розділ Лодзь-Фабрична — Лодзь Каліска/Лодзь Жабенець». Орієнтовна вартість будівництва становить 2,17 млрд злотих брутто, а термін завершення — 48-51 місяців. Кінцевий термін подання пропозицій — 11 січня 2017 року[23].
- Вересень 2017 року — переможцями тендеру стали консорціум Energopol Szczecin та Przedsiębiorstwo Budowy Dróg i Mostów з Мінська-Мазовецького[24][25].
- 28 грудня 2017 р. — PKP підписала контракт з Energopol Szczecin на будівництво тунелю[2].
- Липень 2019 року — Energopol Szczecin, який мав бути головним підрядником тунелю, оголосив про банкрутство, що може стати серйозною перешкодою для реалізації інвестиції[26]. Енергополь перестав бути лідером консорціуму[27], а новим стало Przedsiębiorstwo Budowy Dróg i Mostów Sp. z o., яка отримала дозвіл на будівництво пускової камери[28].
- Серпень 2019 року — початок будівництва пускової камери в районі вулиць Одолановської та Столярської[5].
- осінь 2020 — запланований початок будівельних робіт[29].
- 2021 — затвердження зупинки Łódź Koziny[30][31].
- Грудень 2026 — запланований запуск[32].